# كارلوس جونسون
كارلوس جونسون (بالإسبانية: Carlos Johnson)‏ (10 يوليو 1984 كوستاريكا - ) هو لاعب كرة قدم كوستاريكي يلعب كمدافع.

## روابط خارجية
- كارلوس جونسون على موقع الاتحاد الدولي (مؤرشف)  (الإنجليزية)
- كارلوس جونسون على موقع الدوري الأمريكي (الإنجليزية)
- كارلوس جونسون على موقع قاعدة بيانات كرة القدم.إي يو (الإنجليزية)
- كارلوس جونسون على موقع ناشيونال فوتبول تيمز (الإنجليزية)
- كارلوس جونسون على موقع Soccerway.com (الإنجليزية)